# Idris affinis
Idris affinis är en stekelart som beskrevs av Kononova 2003. Idris affinis ingår i släktet Idris och familjen Scelionidae. Inga underarter finns listade i Catalogue of Life.